# Allgemeines Landrecht für die Preußischen Staaten

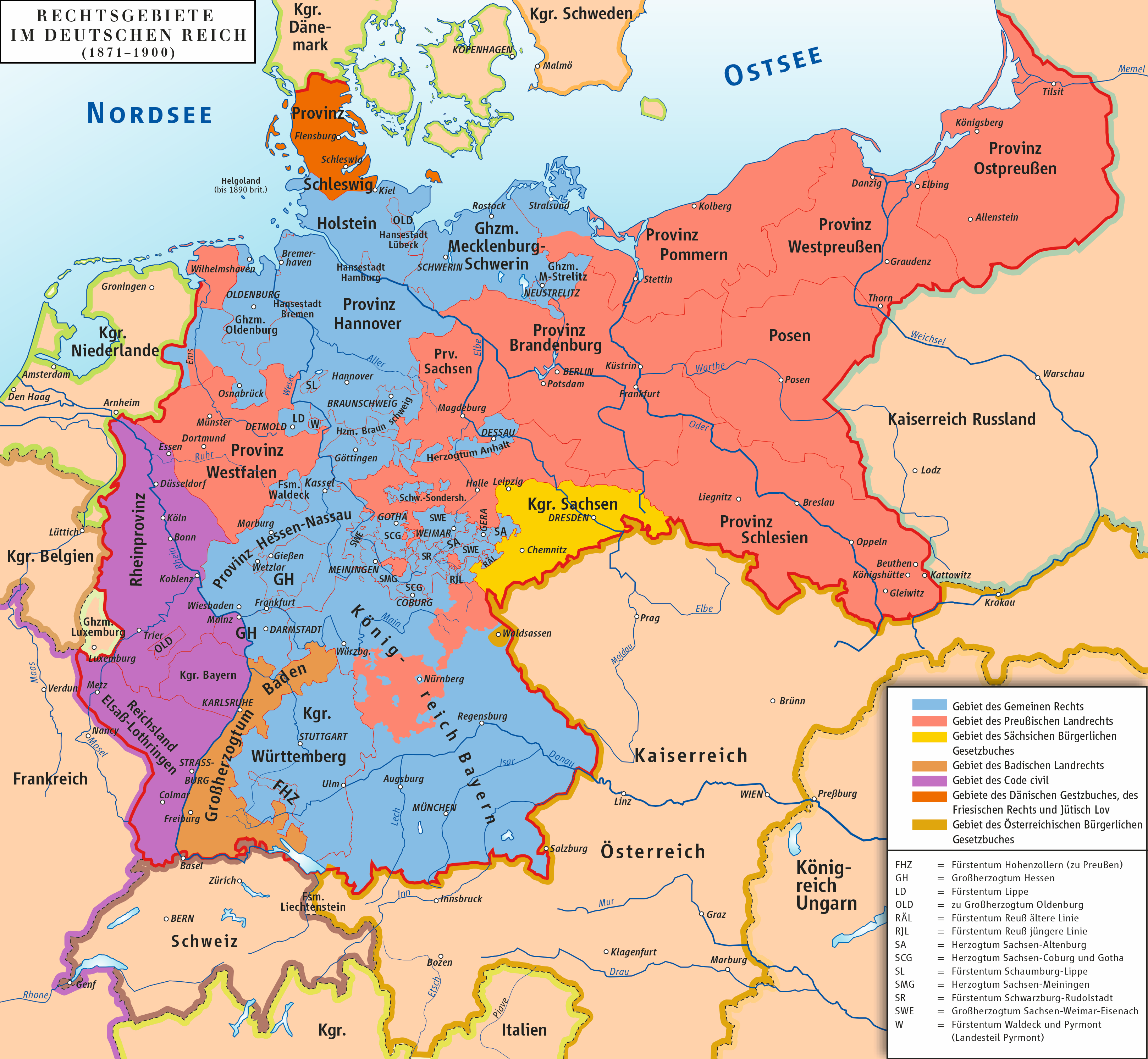
Räumlicher Geltungsbereich (rosa) zum Ende des 19. Jahrhunderts

Das Allgemeine Landrecht für die Preußischen Staaten (prALR) war eine spätabsolutistisch-naturrechtliche Kodifikation des Rechts im preußischen Staat. Das Gesetz wurde weitgehend unter Friedrich dem Großen erarbeitet und unter Friedrich Wilhelm II. im Jahr 1794 erlassen.
Das preußische Allgemeine Landrecht war der erste und bis heute einzige neuzeitliche Versuch einer umfassenden und zusammenhängenden Kodifikation des Zivilrechts, des Strafrechts und weiterer Teile des öffentlichen Rechts in einem einzigen Gesetzbuch. Es war somit eine Gesamtordnung des gesellschaftlichen Lebens, das im Gegensatz zum wenig später in Kraft getretenen französischen Code civil und zum österreichischen ABGB umfassend war. Es bewahrte noch die ständische Ordnung (beispielsweise die Gutsuntertänigkeit) als Gesellschaftsideal, das durch die Preußischen Reformen allerdings alsbald einen Paradigmenwechsel hin zu einem aufgeklärten National- und Industriestaat erfuhr. Die Ausrichtung der Kabinettsorder bezog sich lediglich auf die Herstellung einer vernunftrechtlichen Landesverfassung. Die gliedernde Einteilung folgte dem justinianischen Institutionensystem und enthielt in rechtstechnischer Hinsicht eine Vielzahl von konkreten Einzelfallregelungen, um die Richter in ihren Entscheidungsspielräumen zu beschränken.
Die Strafbestimmungen des Landrechts (zweiter Teil, zwanzigster Titel) wurden durch das Strafgesetzbuch von 1851 abgelöst; das galt auch in den linksrheinischen Gebieten mit sogenanntem „Rheinischen Recht“, die nach dem Wiener Kongress 1815 preußisch geworden waren und wo noch über die Abtretung an Preußen hinaus bis 1851 der französische Code pénal von 1810 und noch bis 1900 der Code civil von 1804 galt. Abgelöst wurde das preußische Recht im Zivilrecht mit dem ab dem 1. Januar 1900 geltenden Bürgerlichen Gesetzbuch.

## Entstehungsgeschichte

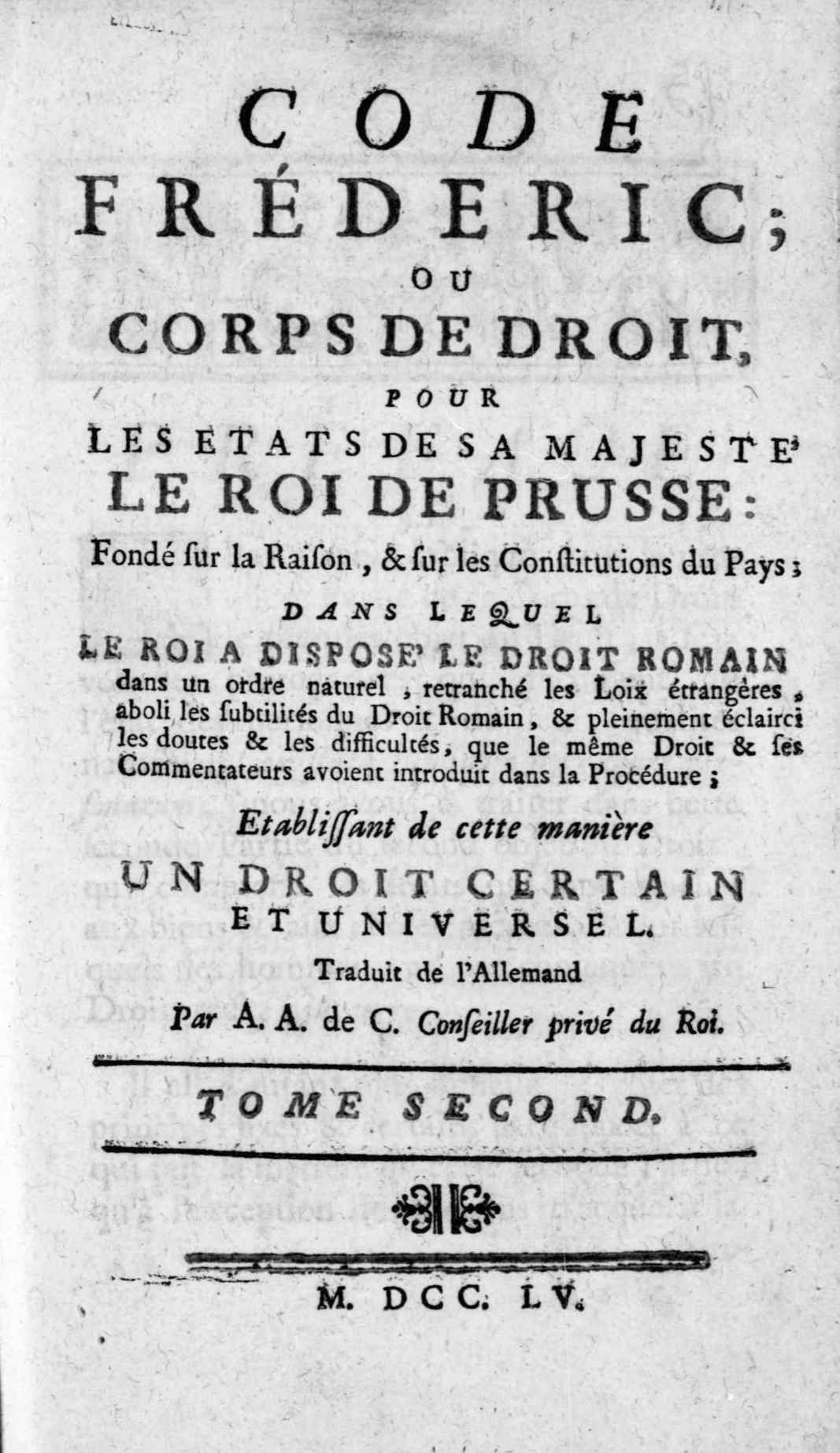
Samuel von Cocceji, Project des Corporis Juris Fridericiani, 1752

Die Wurzeln des PrALR reichen zurück zu grundsätzlichen Überlegungen Friedrichs I., ein einheitliches Recht zu schaffen. Eine grundlegende Kodifikation gab allerdings erst Friedrich der Große in Auftrag; geplant war, dass Großkanzler Samuel von Cocceji den Auftrag umsetzte. Dessen Versuch der Schaffung des sogenannten Project eines Corporis Juris Fridericiani (1749/1751) blieb jedoch erfolglos. Der Versuch, eine ganzheitliche Kodifikation über alle Rechtsgebiete zu schaffen, war insoweit nichts Neues, als Samuel von Pufendorf etwa 90 Jahre zuvor bereits eine umfassende Ordnung nach ähnlichem System entworfen hatte, De iure naturae et gentium libri octo.
Ebenso wie sein Vorgänger hatte auch Friedrich der Große das Bestreben, dass klares und eindeutiges Recht geschaffen würde. Nachhaltig beeindruckt zeigte er sich vom Verlauf des durch ihn legendär gewordenen Müller-Arnold-Falls, sodass er ihn zum Anlass für eine umfassende Justiz- und Gesetzesreform nahm. Insbesondere war ihm daran gelegen, die Macht der Juristen durch möglichst präzisen Gesetzeswortlaut zu begrenzen. Dies wurde durch zahlreiche Detail- und Einzelregelungen erreicht und durch eine deutliche Absage an eine rechtliche Präjudizienwirkung:

„Auf Meinungen der Rechtslehrer, oder ältere Aussprüche der Richter, soll, bey künftigen Entscheidungen, keine Rücksicht genommen werden.“

Damit verblieb zur Ausfüllung von Rechtslücken eine lediglich sehr beschränkte richterliche Kompetenz, der Gesetzesvorrang hingegen wurde in den verschiedensten gesetzlichen Regelungen fixiert. Außerdem hatte Friedrich ein Kommentierungsverbot (Analogieverbot) mit dem Ziel verfügt, den vorherrschenden Rechtsmissbrauch der Juristen zu beenden. Ausgelegt werden durfte nur nach Wortsinn. Im Zweifel wurde eine eigens eingerichtete Gesetzeskommission befragt, die jedoch wieder abgeschafft werden musste, da die häufigen Anfragen die Rechtsprechung lähmten. Das PrALR sollte das Recht zudem für jedermann in verständlicher Form „nachlesbar“ machen und erhielt dabei den Charakter eines Aufklärungsgesetzes. Auch wurde der Anspruch eines Strebens nach „edler Volkstümlichkeit“ und gesetzessprachlicher Reinheit verfolgt. Den übergeordneten Anspruch aber, geltendes Recht umfassend abzubilden, konnte das ehrgeizige Projekt nicht lange aufrechterhalten.
Mit Kabinettsorder vom 14. April 1780 wurde der preußische Großkanzler Johann Heinrich von Carmer mit der Ausarbeitung beauftragt. Carmer übertrug die Arbeiten aufgrund seiner langjährigen Erfahrungen in der Zusammenarbeit weiter, an Carl Gottlieb Svarez (für das Zivilrecht) und Ernst Ferdinand Klein (für das Strafrecht). Eigentümlich war dabei, dass das Gesetz letztlich nicht an einer Rechtsfakultät oder in einem sonstigen mit Recht befassten Gremium entstand, sondern – unter Beteiligung der breiten Öffentlichkeit – von einer gleichgestimmten Arbeitsgemeinschaft des Hauses erarbeitet wurde, sehr zum Wohlwollen Immanuel Kants, der im Anschluss des Gesetzes liberale Züge lobte.
Das PrALR wurde 1792 zunächst als „Allgemeines Gesetzbuch für die Preußischen Staaten“ (AGB) fertiggestellt. Unter dem Eindruck der Ereignisse der Französischen Revolution wurde es noch einmal überarbeitet, weil die reaktionären und konservativen Eliten in Preußen ihre Bedenken gegen die freiheitliche Grundtendenz des Gesetzes durchsetzen konnten: Viele freiheitliche und vernunftrechtliche Bestimmungen wurden entfernt oder eingeschränkt, so die Wohlfahrt als Staatszweck. Das Gesetz trat dadurch erst unter Friedrichs Nachfolger Friedrich Wilhelm II. am 1. Juni 1794 in Kraft.

## Geltungsbereich
Das PrALR ersetzte unterschiedliche subsidiär geltende Rechtsquellen wie das Römische Recht und das Sachsenrecht. Es galt selbst nur subsidiär, d. h., es kam dann zur Anwendung, wenn lokale Rechtsquellen keine eigenen Regelungen trafen. Eine landesweite einheitsrechtliche Wirkung konnte der Kodex somit nicht entfalten. Insbesondere galt dies für vormals polnische Provinzen, regelmäßig für Städte, weil sie häufig über eigene Rechtsquellen verfügten. Im linksrheinischen sowie im bergischen Teil der nach dem Wiener Kongress 1815 gebildeten preußischen Rheinprovinz galt nicht das Landrecht, sondern bis 1900 weiterhin der ins Deutsche übersetzte Code civil und bis 1851 der Code pénal, Gesetze, die sich im liberalen Bürgertum aufgrund ihrer freiheitlichen Grundgedanken wie „Gleichheit der Menschen vor dem Gesetz“, „Eigentums-, Vertrags- und Testierfreiheit“ und der „Geschworenengerichte“ großer Beliebtheit erfreuten. In den Gebieten, die Preußen infolge des Deutschen Krieg 1866 annektierte wurde das preußische Strafgesetzbuch eingeführt, nicht aber das Landrecht, das damals nur noch aus dem Zivilrecht bestand.

## Inhalt
Das PrALR regelte, soweit es zu dieser Zeit vorgesehen war, alle Rechtsbereiche, das allgemeine Zivilrecht, Familien- und Erbrecht, Lehnsrecht, Ständerecht, Gemeinderecht, Staatsrecht, Kirchenrecht, Polizeirecht, Strafrecht und Strafvollzugsrecht, dies in über 19.000 Vorschriften. Damit war die Regelungstechnik sehr kasuistisch geprägt, denn jeder erdenkliche Fall wurde einzeln geregelt. Da der Kodex ein Abbild der ständischen Gesellschaftsordnung war (sinnbildlich die Gutsuntertänigkeit), wurde die Schwerfälligkeit zur Anpassung an einen gesellschaftlichen Wandel durch die Einzelfallregelungen in Kauf genommen. Auffällig ist insbesondere der weitreichend manifestierte Formzwang (Schriftformerfordernisse) für Rechtsgeschäfte (ALR I 5 §§ 109–184).
Das Zivilrecht war inhaltlich im Wesentlichen vom römischen Recht geprägt, gestaltet jedoch nach einem naturrechtlichen System. Den naturrechtlichen Charakter verdeutlicht die „deliktische Generalklausel“, die von Hugo Grotius erstmals in seinem Werk De iure belli ac pacis (2.17.1) formuliert worden war und abgewandelt Einlass in §§ 10 I 6, 12 I 6 PrALR fand: 

„Wer einen Anderen aus Vorsatz oder grobem Versehen beleidigt, muß demselben vollständige Genugthuung leisten.“

„Wer aus mäßigem Versehen den Anderen durch eine Handlung oder eine Unterlassung beleidigt, der haftet nur für den daraus entstandenen wirklichen Schaden.“

Bereits Grotius’ Ansatz war der, dass jedes menschliche Handeln, sei es durch Tun oder Unterlassen, daran zu messen ist, was Menschen nach ihrer besonderen Eigenschaft zu tun haben. Wer dagegen verstößt, lädt Schuld auf sich, handelt deliktisch. Die Verpflichtung, den Schaden zu ersetzen, der aus dem deliktischen Handeln entsteht, entspringt wiederum dem Naturrecht. Die Naturrechtslehre ging derweil von einem stets richtigem naturgegebenen Recht aus, das der Vernunft zugänglich ist. Naturrecht konnotiert insoweit weder mit dem römischen noch sonstigem Recht.
Politfunktional blieb das ständische Ordnungsrecht zwar erhalten, in sozialer Hinsicht aber bedeutete beispielsweise die Umkehrung des noch im usus modernus pandectarum geltenden Grundsatzes „Kauf bricht Miete“ eine Verbesserung der Versorgungslage. Insoweit erlangte der Mieter einen Rechtszustand zurück, der ihm im alten deutschen Recht bereits einmal gebührte, die Ausgestaltung als dingliches Recht. Modernisiert wurde auch das Gefahrtragungsrecht bei Kauf. Das im römischen Recht überragend bedeutsame Prinzip der väterlichen Gewalt wurde an die aktuellen Lebensgebräuche angepasst und dahingehend deutlich verkürzt, als nunmehr die Vormundschaftsgerichte in Streitigkeiten über elterliche Erziehungsfragen eingreifen durften. Zwangsehen wurden ganz verboten. Das Scheidungsrecht andererseits wurde gelockert.
Im Strafrecht wurde das Prinzip der Freiheitsstrafe eingeführt und in der Folge rege genutzt. Prügel- und Zuchthausstrafen blieben erhalten. Andere Leibesstrafen, wie die Verstümmelung oder die Blendung, wurden abgeschafft. Todesstrafen wurden beispielsweise beibehalten, so das mittelalterliche Rädern, die Enthauptung, der Galgentod und der Scheiterhaufen; ebenso das Brandmarken bei besonders schwerem Raub. Bereits dem Kriminalcodex des Mitte des 18. Jahrhunderts erschienenen Codex Iuris Bavarici Criminalis war – entgegen deutlich moderneren Fassungen des Zivil(prozess)rechts – entgegengehalten worden, kaum Züge eines zeitgeistlichen Aufgeklärtseins in sich zu tragen. Mit Abstrichen galt das auch noch für das preußische Gesetzeswerk.

## Würdigung
Rechtspolitisch war die Einführung des PrALR ein Schritt in die Moderne, wenngleich erkennbar war, dass die feudale Ständeordnung im 19. Jahrhundert aus der Zeit gefallen war und zunehmend bremsend auf die wirtschaftliche Entwicklung im Land durchschlug (siehe dazu Bauernbefreiung und Leibeigenschaft). Als Fortschritt wurde gefeiert, dass die Maßstäbe des aufgeklärten Naturrechts eine neue Sicht auf das römische Recht gaben. Das stets geltende iustinianische Recht wurde nicht mehr durch bloßen Hinweis auf dessen Tradition, sondern vernunftrechtlich begründet. Heute als selbstverständlich anerkannte Grundsätze, wie das Gesetzlichkeitsprinzip, erlangten rechtspolitische Bedeutung und auch war neu, dass der Staat sein Eingriffsrecht gegenüber dem Bürger nachzuweisen hatte.
Der Entwurf des PrALR spiegelte im Ganzen damit eine veränderte Auffassung von Staat und Recht wider. Staatsorganisatorisch beabsichtigte das Gesetz aber keine konstitutionelle Einschränkung der Monarchie, lediglich sollte Bekenntnis abgegeben werden zur Bereitschaft einer Selbstbeschränkung. Für den König sollte das aber insoweit nicht gelten, als dieser trotz des Müller-Arnold-Falls in der Kodifikation keine Beschränkung gegen sich stehen hatte. Das Verbot von Machtsprüchen des Königs mit dem Ziel, rechtlicher Willkür Grenzen zu setzen, war in der Kodifikation nicht mehr enthalten.
Auch wurden die Rechte des Adels weiter gefestigt und die bestehende Sozialordnung mit dem Zunftzwang wurde beibehalten. Dadurch konservierte das PrALR im Wirtschaftsleben bestehende Besitzstände und bremste die Entwicklung eines bürgerlich geprägten Staatswesens.

## Moderne Wirkung
Im heutigen Recht spielt das Allgemeine Landrecht, insbesondere wegen der umfassenden privatrechtlichen Kodifikation des Bürgerlichen Gesetzbuchs (BGB) kaum noch eine Rolle. Landesrechtlich gelten nur einzelne Vorschriften bis heute fort. So entschied beispielsweise das Landgericht Neubrandenburg im Jahr 2011, dass die nachbarrechtlichen Bestimmungen des Allgemeinen Landrechts in Teilen Pommerns noch anwendbar sind.
Bedeutung haben Kodifikationen des Landrechts aber noch über die §§ 74, 75 der Einleitung zum PrALR. Sie werden als bundesweit geltendes Gewohnheitsrecht in ihren richterrechtlichen Ausprägungen herangezogen. Die Vorschriften enthalten den Aufopferungsgedanken und ermöglichen einen Ersatzanspruch gegen den Staat bei
- rechtmäßigen hoheitlichen Eingriffen in Eigentum, die zu einer besonderen Belastung führen (enteignender Eingriff);
- rechtswidrigen hoheitlichen Eingriffen in Eigentum (enteignungsgleicher Eingriff);
- hoheitlichen Eingriffen in andere grundrechtlich geschützte Rechtspositionen (Leben, Gesundheit, körperliche Unversehrtheit und Freiheit), die zu einer besonderen Belastung führen und sofern keine besonderen gesetzlichen Regelungen bestehen.[15]

„Einzelne Rechte und Vorteile der Mitglieder des Staats müssen den Rechten und Pflichten zur Beförderung des gemeinschaftlichen Wohls, wenn zwischen beiden ein wirklicher Widerspruch (Kollision) eintritt, nachstehen.“

„Dagegen ist der Staat denjenigen, welcher seine besonderen Rechte und Vorteile dem Wohle des gemeinen Wesens aufzuopfern genötigt wird, zu entschädigen gehalten.“

## Digitalisate
Die vier Bände des „Gesetzbuchs“ waren 1791 zunächst in der Hofbuchdruckerei erschienen. Danach wurden Verträge mit zwei Verlegern geschlossen, die das Gesetzbuch 1792 eigenständig druckten und in den Handel brachten und darüber mit dem Fiskus abrechneten: das war einerseits Joachim Pauli, und das war andererseits Georg Decker und dessen Sohn gleichen Namens. Bei Pauli wurde das Gesetzbuch laut Vertrag in gebrochener Schrift gedruckt, bei Decker in einer Antiqua-Schriftart.
Bei Pauli und Decker ist 1794 dann auch das „Landrecht“ gedruckt worden.

### Allgemeines Gesetzbuch für die Preußischen Staaten
- Königliche Hofbuchdruckerei, 1791
  - Band 1: Publikationspatent vom 8. März 1791; Inhaltsverzeichnis; Einleitung; Theil 1 – Titel 1 bis Titel 11 (Digitalisat via Google Books)
  - Band 2: Theil 1 – Titel 12 bis Titel 23 (Digitalisat via Google Books)
  - Band 3: Theil 2 – Titel 1 bis Titel 8 (Digitalisat via Google Books)
  - Band 4: Theil 2 – Titel 9 bis Titel 20 (Digitalisat via Google Books)

- Verlag Joachim Pauli, 1792
  - Band 1
  - Band 2
  - Band 3
  - Band 4: Theil 2 – Titel 9 bis 20 (Digitalisat via Google Books)

- Verlag George Jacob Decker und Sohn, 1792
  - Bd. 1: Theil 1 – Titel 1 bis 23
  - Bd. 2: Theil 2 – Titel 1 bis 8
  - Bd. 3 Theil 2 – Titel 9 bis 20 (Digitalisat via Google Books)
  - Register-Band (Digitalisat via Google Books)

### Allgemeines Landrecht für die Preußischen Staaten
Das Gesetzbuch wird mit dem Zusatz „zweyte Auflage“ gedruckt; als „erste Auflage“ ist dabei die Ausgabe des „Allgemeinen Gesetzbuchs“ von 1791/1792 zu verstehen. In der Ausgabe von Pauli finden sich im ersten Band von Seite 23 bis 51 eine Aufstellung der Veränderungen, die am Gesetzestext vorgenommen worden sind.
- Verlag Joachim Pauli, 1794
  - Band 1: Publikationspatent vom 20. März 1791; Publications-Patent vom 5. Februar 1794; „Anzeige der bey der Revision des Allgemeinen Gesetzbuchs auf Sr. Königlichen Majestät Allerhöchsten Befehl erfolgten Veränderungen. Zum gebrauche für die Besitzer der ersten Auflage“; Inhaltsverzeichnis; Theil 1 – Titel 1 bis Titel 11 (Digitalisat via Google Books)
  - Band 2: Theil 1 – Titel 12 bis Titel 23
  - Band 3: Theil 2 – Titel 1 bis Titel 8 (Digitalisat via Google Books)
  - Band 4: Theil 2 – Titel 9 bis Titel 20 (Digitalisat via Google Books)

- Verlag George Jacob Decker und Sohn, 1794
  - Band 1: Publications-Patent vom 5. Februar 1794; Inhaltsverzeichnis; Einleitung; Theil 1 – Titel 1 bis 23 (Digitalisat via Google Books)
  - Band 2: Theil 2 – Titel 1 bis 8 (Google Books)
  - Band 3: